# ゲストエンジニア
ゲストエンジニアとは、自動車メーカーが研究・開発のために、部品メーカー(自動車業界ではサプライヤーと呼ばれる)から出向させる技術者を指す。
部品メーカーが初期段階から開発に関わることにより、従来以上の完成度を目指している。同時に、メーカーとサプライヤーの関係の強固にもつながる。
この制度を始めたのは、トヨタ自動車とデンソーの間と言われる。現在では高張力鋼板を納入する鉄鋼メーカーなど多岐に及ぶ。